# Pronyjeva enačba
Pronyjeva enačba [proníjeva enáčba] je zgodovinsko pomembna enačba s področja hidravlike za izračun višinske izgube hi zaradi trenja znotraj določenega toka cevi:
{\displaystyle h_{i}={\frac {l}{d}}(av+bv^{2})\!\,,}
kjer je:
l/d ... razmerje dolžine in premera cevi,
v ... hitrost toka [m/s],
a in b ... dva izkustvena koeficienta, ki opišeta trenje.
Enačbo je izkustveno razvil francoski matematik in inženir Gaspard de Prony.
Enačbo je v sodobni hidravliki izrinila Darcy-Weisbachova enačba, ki temelji na njej.